# J-Air
J-Air (яп. 株式会社ジェイエア, кабусики гайся джэй эа) (яп. 株式会社ジェイエア кабусікі гайся джей еа) — регіональна авіакомпанія Японії зі штаб-квартирою в місті Ікеда (префектура Осака), що працює у сфері регулярних пасажирських перевезень на 16 маршрутах по аеропортах Японії від імені флагманської авіакомпанії Japan Airlines. Компанія експлуатує повітряний флот з 24 літаків Bombardier CRJ-200 і Embraer 170.

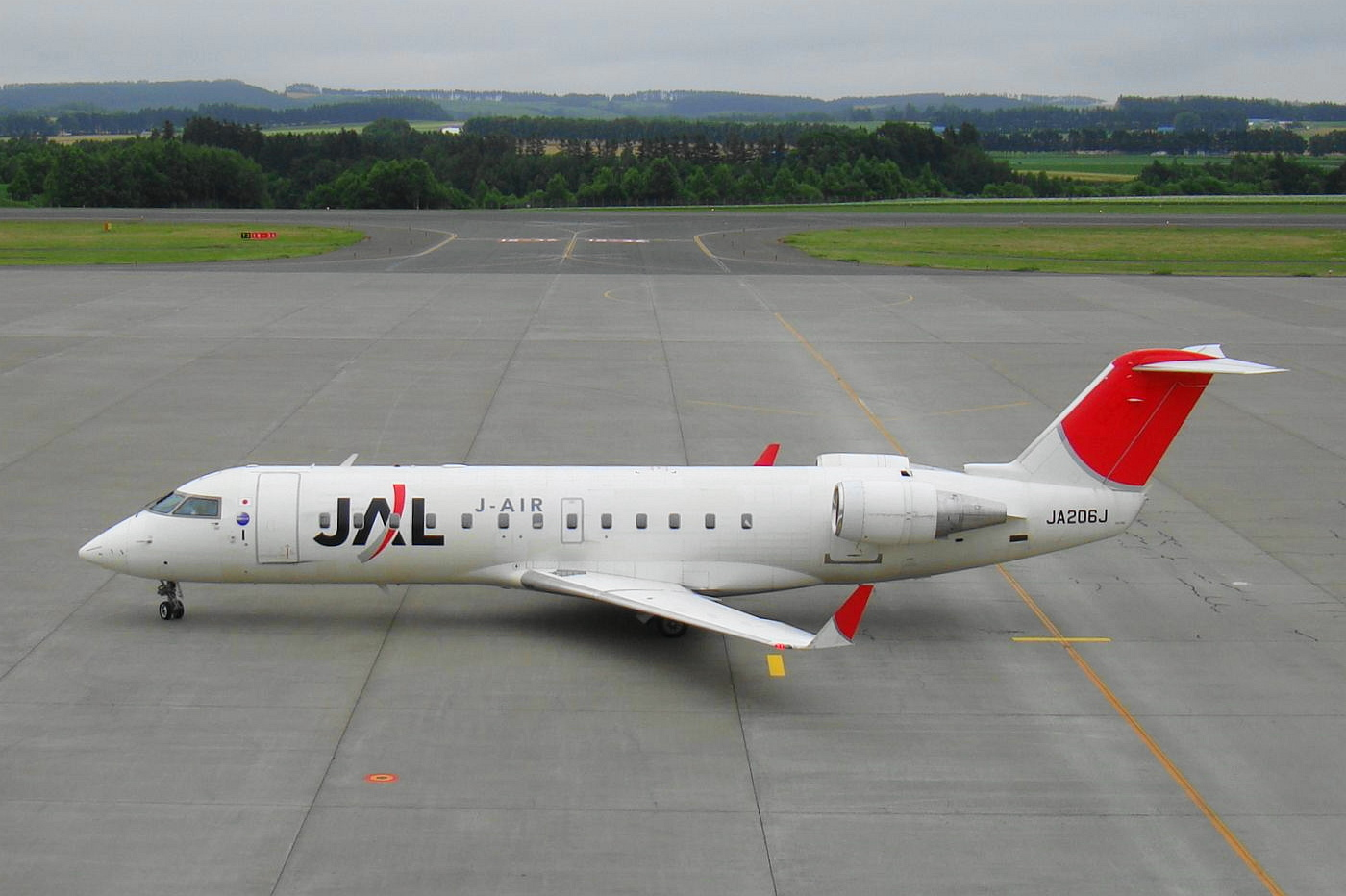
Bombardier CRJ-200 авіакомпанії J-Air в колишній лівреї Japan Airlines

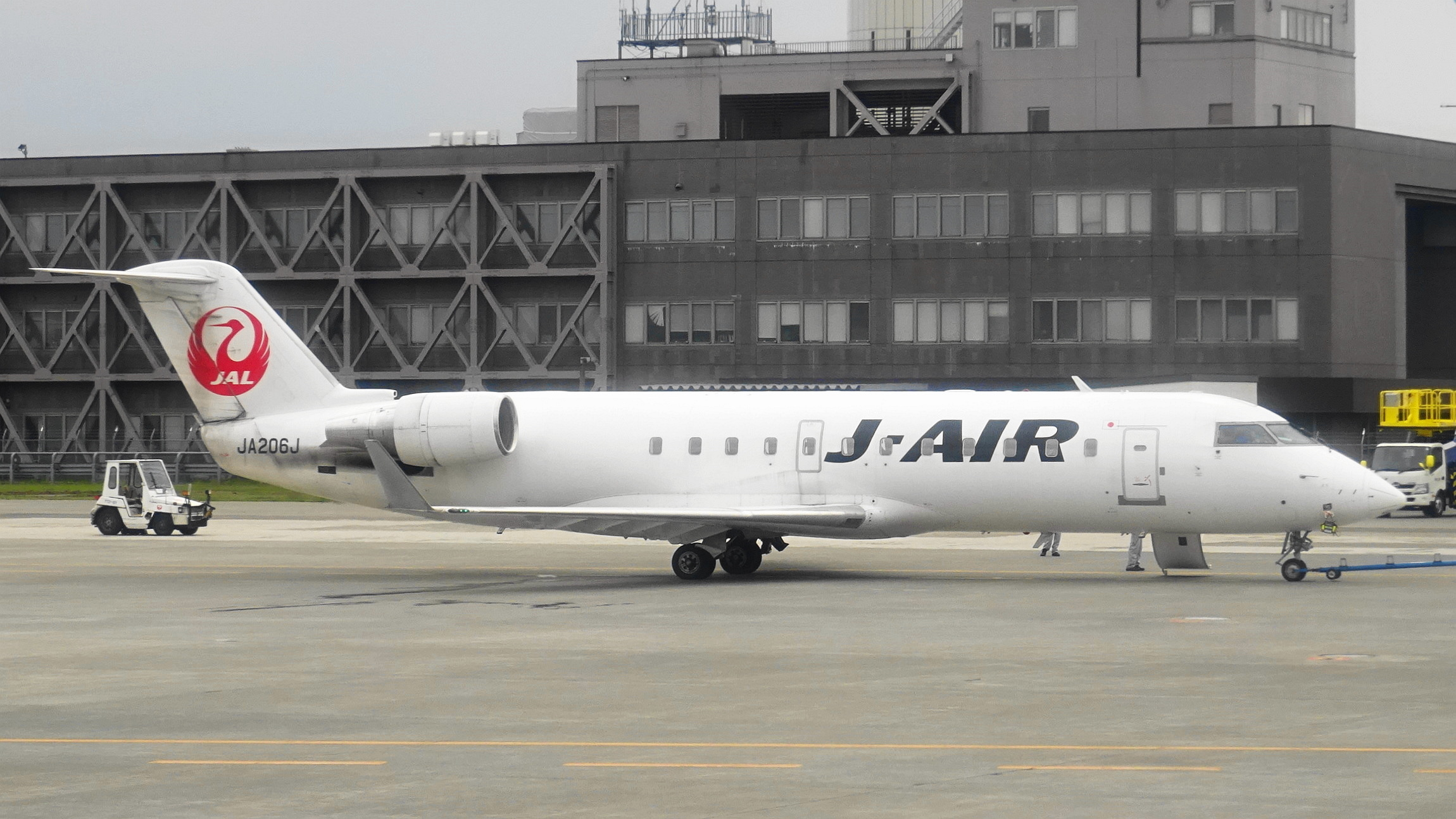
Bombardier CRJ-200 авіакомпанії J-Air в новій розфарбуванні «Цурумару»

Портом приписки перевізника і його головним транзитним вузлом (хабом) є міжнародний аеропорт Осака.
J-Air є дочірнім підприємствам флагманської авіакомпанії Японії Japan Airlines (JAL) і афільованим членом глобального авіаційного альянсу пасажирських перевезень Oneworld.

## Історія
У серпні 1989 року авіакомпанія Japan Airlines сформувала в аеропорту Омура (префектура Нагасакі) власну школу JAL Flight Academy (JFA) по навчанню і перепідготовці льотних кадрів. Основним завданням новоствореної структури стало переучування бортінженерів JAL на пілотів цивільної авіації. У квітні 1991 року в складі JFA була створена невелика авіакомпанія для здійснення пасажирських перевезень місцевого значення між аеропортами в західній частині Японії. У вересні того ж року компанія почала вводити в експлуатацію 19-місцеві літаки Jetstream 31.
У серпні 1996 року льотна школа JAL була розділена, і працювала в її складі авіакомпанія була виділена в дочірнього перевізника Japan Airlines, отримавши офіційну назву J-Air. 1 листопада того ж року компанія виконала свій перший регулярний рейс з аеропорту Хіросіма Нісд. В кінці 2000 фінансового року (кінець березня 2001) адміністрації кількох префектур скасували субсидування місцевих авіаперевезень. В рамках власної маркетингової стратегії Japan Airlines вирішила ввести більш місткі літаки Boeing 737 на місцевих маршрутах своїх регіональних підрозділів, а також до серпня 2003 року замінити п'ять лайнерів Jetstream 31 на п'ятидесятимесні літаки Bombardier CRJ-200.
1 квітня 2007 року J-Air разом з чотирма іншими дочірніми перевізниками авіакомпанії Japan Airlines стали афілійованими членами глобального авіаційного альянсу пасажирських перевезень Oneworld. 18 червня того ж року JAL уклала контракт з компанією Embraer на придбання для J-Air десяти реактивних літаків Embraer 170 з опціоном на ще п'ять лайнерів цього типу. Сума контракту склала 435 доларів США (зі всіма опціонами). Замовлені літаки повинні були мати салони одного економічного класу на 76 пасажирських місць. Перший літак був поставлений авіакомпанії 3 жовтня 2008 року, 27 жовтня отримав сертифікацію Бюро цивільної авіації Японії і здійснив свій перший політ в лютому наступного року.

## Маршрутна мережа

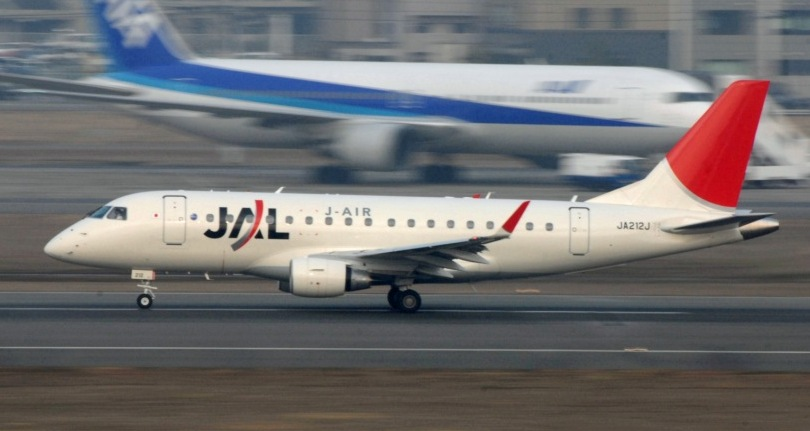
Embraer 170 (реєстраційний JA-212J) авіакомпанії J-Air

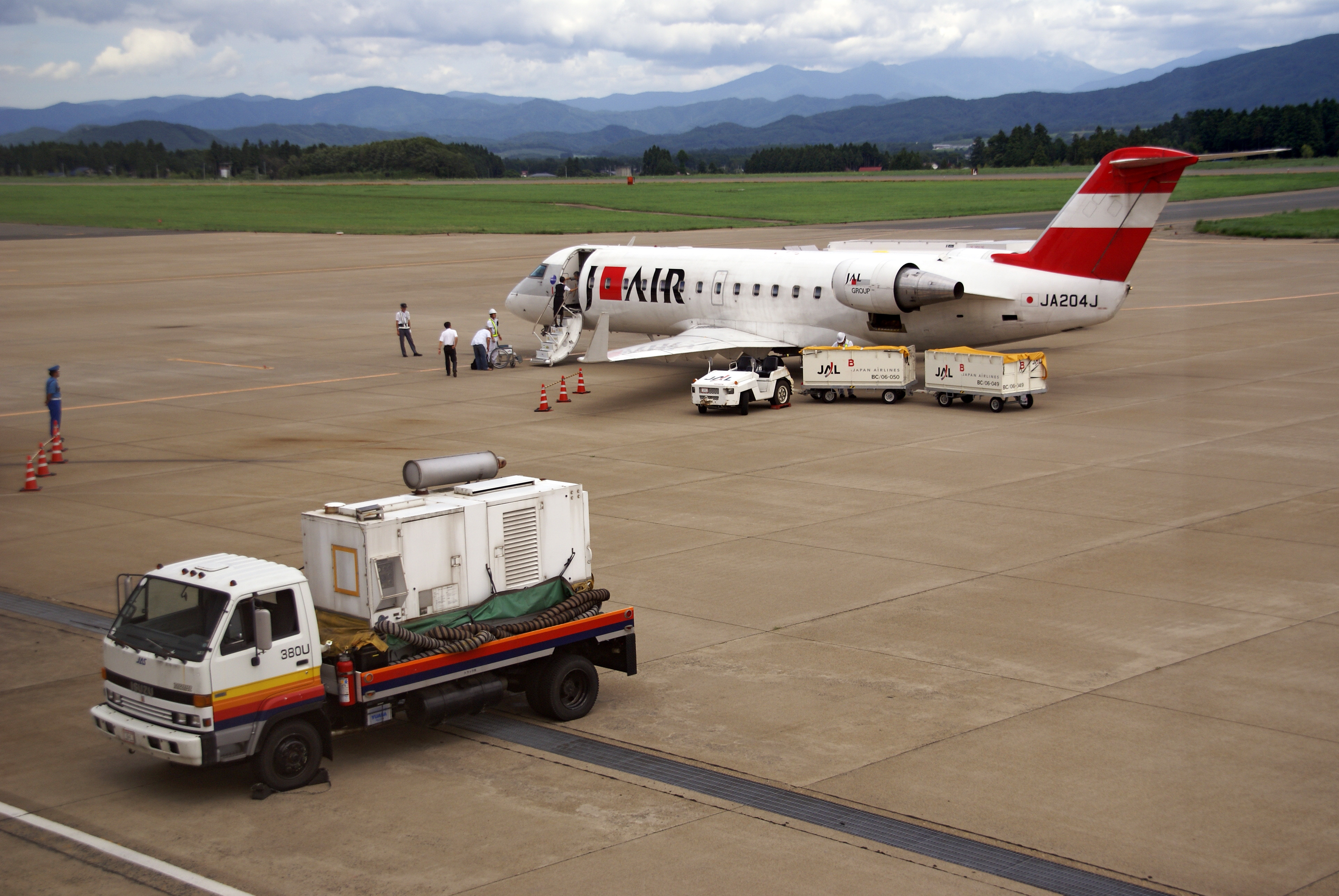
Bombardier CRJ-200 (реєстраційний JA-204J) авіакомпанії J-Air в колишній лівреї в аеропорту Ханамакі)

У січні 2013 року маршрутна мережа авіакомпанії J-Air охоплювала наступні пункти призначення:
- Японія
  - Акіта — аеропорт Акіта
  - Аоморі — аеропорт Аоморі
  - Фукуока — аеропорт Фукуока
  - Ханамакі — аеропорт Ханамакі
  - Кітакюсю — Аеропорт Кіта-Кюсю
  - Коті — аеропорт Коті
  - Кумамото — Кумамото аеропорт
  - Нагасакі — Аеропорт Наґасакі
  - Осака
    - міжнародний аеропорт Кансай
    - міжнародний аеропорт Осака хаб

  - Сірахама — аеропорт Сірахама
  - Ніїґата — аеропорт Ніїгата
  - Одзора — аеропорт Меманбецу
  - Саппоро — Новий аеропорт Тітосе
  - Сендай — аеропорт Сендай
  - Обіхіро — аеропорт Обіхіро
  - Ота (Токіо) — міжнародний аеропорт Ханеда
  - Ямагата — аеропорт Ямагата

### Припинені маршрути
- Японія — Фукусіма, Хіросіма, Ідзумо, Кагосіма, Комацу, Міядзакі, Ойта, Макінохара, Тотторі

## Флот
У березні 2014 року повітряний флот авіакомпанії J-Air складали наступні літаки:

## JAL Mileage Bank

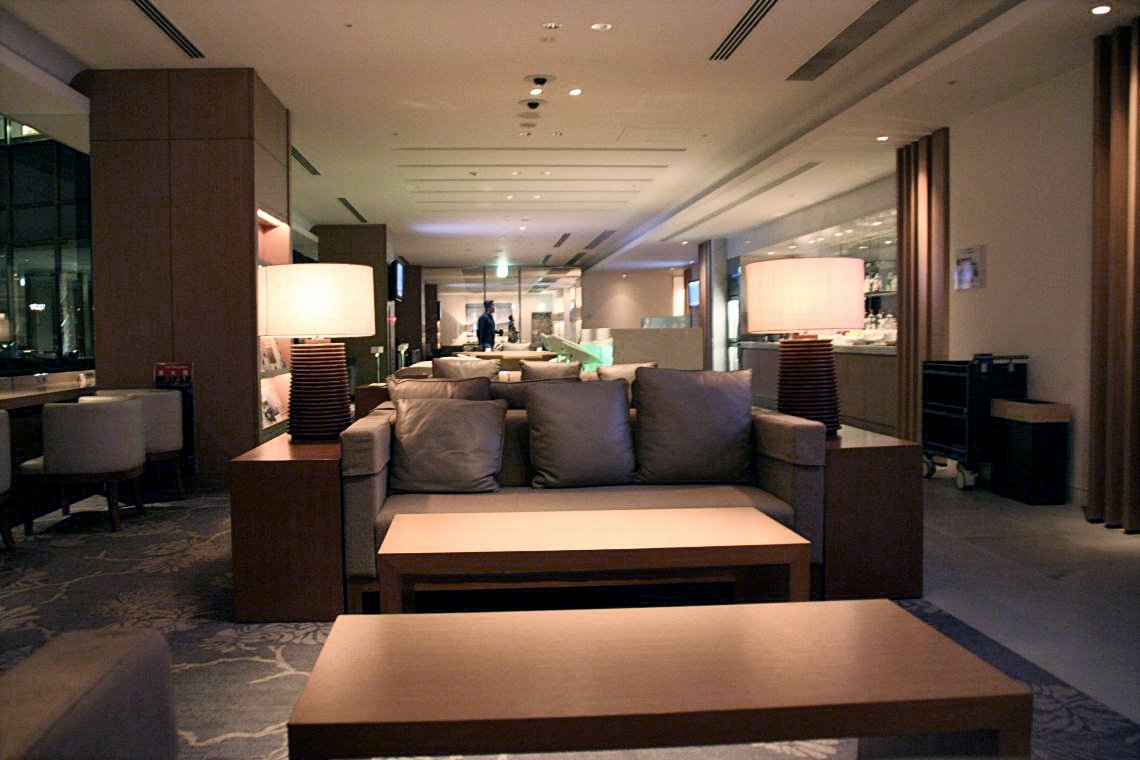
Зал підвищеної комфортності «Sakura» в Терміналі 2 міжнародного аеропорту Наріта

JAL Mileage Bank (JMB) — бонусна програма заохочення часто літаючих пасажирів холдингу «JAL Group», що поширюється на авіакомпанії Japan Airlines, JAL Express, Japan Transocean Air, Air Commuter, J-Air і Ryukyu Air Commuter. Умови програми поширюються на всіх партнерів JAL глобального авіаційного альянсу пасажирських перевезень Oneworld, а також на Air France, China Eastern Airlines і Emirates Airline. Більшість учасників бонусної програми є членами рівнів «JMB Fly On Program», елітні рівні програми надаються з присвоєнням членства в групі «JAL Global Club (JGC)».
Вступ в програму JAL Mileage Bank безкоштовно, милі дійсні по останній день місяця, наступного за періодом 36 місяців з дня вчинення польоту, або транзакції по картці в рамках спільних банківських програм. Членство в бонусній програмі може бути анульовано, якщо протягом 36 місяців не було накопичено ні однієї милі.

### JMB Fly On
Програма заохочення часто літаючих пасажирів «JMB Fly On» має чотири рівня участі — «Crystal» (початковий), «Sapphire», «JGC Premier» та «Diamond», які присвоюються у відповідності з кількістю здійснених польотів за один календарний рік. Класифікаційні бали заробляються на рейсах авіакомпаній холдингу JAL Group і альянсу Oneworld і використовуються для розрахунку рівня членства в бонусній програмі, включаючи зниження і підвищення рівнів в програмі JMB Fly On. Власники вищих рівнів бонусної програми мають максимальні привілеї, включаючи гарантоване місце в економічному класі на будь-який рейс авіакомпаній групи JAL, перевезення наднормативного багажу, пріоритет на листі очікування, позачергову реєстрацію на рейс та доступ до залів підвищеної комфортності компаній групи JAL і її партнерів. Календарний рік у бонусній програмі починається 1 квітня і закінчується 31 березня наступного року.

#### Crystal
«Crystal» («кришталь») — початковий рівень бонусної програми «JMB Fly On», який присвоюється при накопиченні 30 000 балів, або при здійсненні 30 польотів та накопиченні 10 000 балів протягом календарного року. Після двох місяців з дня кваліфікації на рівень власники даного рівня мають право на пріоритет на листі очікування, 50 % бонус на накопичені милі, доступ до залів підвищеної комфортності на внутрішніх рейсах (при цьому за відвідування тих залів знімаються бонусні милі з поточного рахунку), позачергову реєстрацію на стійках бізнес-класу (Executive Class) на міжнародних напрямках, право реєстрації на спецстійках «JGC» і пріоритетне отримання багажу на внутрішніх авіалініях з квитками класу J і вище, додатково 10 кг багажу, пріоритетну реєстрацію і посадку на міжнародні рейси з квитками класу J і вище. Протягом одного календарного року власник рівня «Crystal» має право на 10 безкоштовних підвищень класу на рейсах групи JAL. Рівень «Crystal» повністю відповідає статусу «Ruby» в загальній бонусній програмі альянсу Oneworld, привілеї якого поширюються на усіх постійних та афілійованих членів альянсу.

#### Sapphire
Перехід на рівень «Sapphire» («сапфір») відбувається при накопиченні 50 тисяч балів, або при здійсненні 50 польотів та накопиченні 15 тисяч балів. Після двох місяців з дня кваліфікації на рівень власникам даного рівня нараховуються збільшені на 100 % бонусні милі. «Sapphire» надає право на доступ до залів підвищеної комфортності JAL і «Sakura» власнику рівня і його супутнику, який має квиток на рейс авіакомпаній групи JAL, право реєстрації на стійках Першого класу на міжнародних рейсах і на стійках «JGC» на внутрішніх рейсах авіакомпаній групи JAL, пріоритетне отримання багажу, можливість перевезення до 20 кг додаткового багажу. Членам рівня бонусної програми «Sapphire» пропонується вступити в програму «JAL Global Club» (див. нижче). Протягом одного календарного року власник рівня «Sapphire» має право на 20 безкоштовних підвищень класу на рейсах групи JAL. Рівень «Sapphire» повністю відповідає однойменним статусу в загальній бонусній програмі альянсу Oneworld, привілеї якого поширюються на усіх постійних та афілійованих членів альянсу.

#### JGC Premier

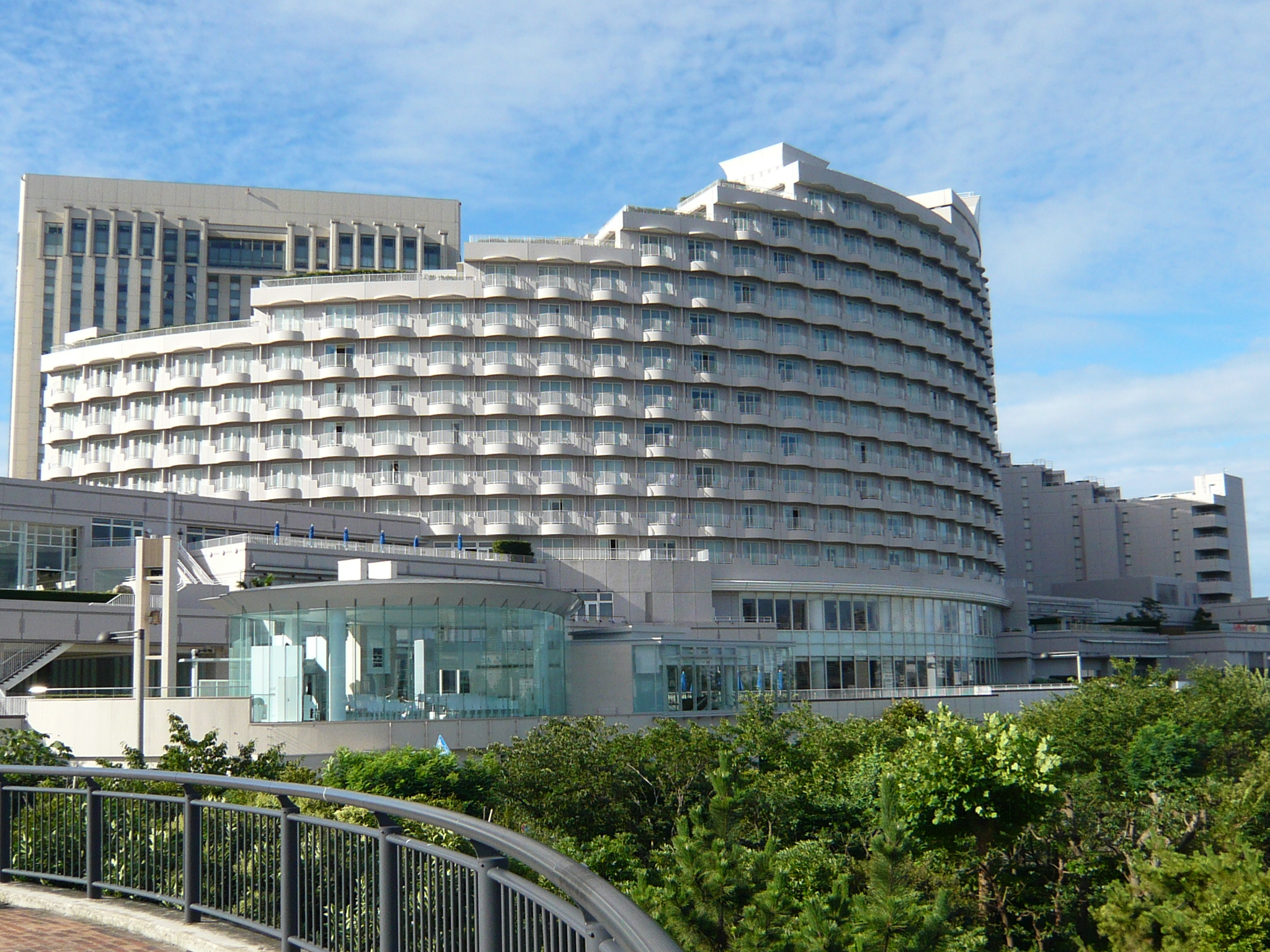
Готель Nikko Tokyo — партнер бонусної програми «JMB Fly On»

При накопиченні протягом календарного року 80 тисяч балів, або при здійсненні 80 польотів та накопиченні 25 тисяч балів, учасник програми переходить на рівень «JGC Premier». Після двох місяців з дня кваліфікації на рівень власникам даного рівня, крім привілеїв попереднього рівня участі, пропонується сервіс залів підвищеної комфортності Першого класу для самого власника і його супутника, має квиток на рейси авіакомпаній групи JAL, право пріоритетної реєстрації на стійках Першого класу на внутрішніх і міжнародних напрямках, право позачергової посадки на рейс. З квітня наступного року та протягом одного календарного року власник рівня «JGC Premier» має право на 30 безкоштовних підвищень класу на рейсах групи JAL, отримує три безкоштовних купона на відвідування «Sakura Lounge», купон на одну добу в готелях — партнерах JAL, п'ять купонів на відвідування клубів «Century 21 Club» і один купон на квітковий подарунковий набір. Рівень «JGC Premier» повністю відповідає статусу «Emerald» в загальній бонусній програмі альянсу Oneworld, привілеї якого поширюються на усіх постійних та афілійованих членів альянсу.

#### Diamond
Перехід на вищий рівень «Diamond» («Діамантові») бонусної програми «Fly On» здійснюється при накопиченні 100 тисяч балів, або при здійсненні 120 польотів та накопиченні 35 тисяч балів протягом одного календарного року. Після двох місяців з дня кваліфікації на рівень і протягом року, починаючи з квітня наступного місяця, власникам даного рівня, крім привілеїв попереднього рівня участі, пропонується можливість 40 безкоштовних підвищень класу на рейсах групи JAL, два купона на одну добу кожен в готелях — партнерах JAL і членська клубна карта «Century 21 Club». Рівень «Diamond» повністю відповідає статусу «Emerald» в загальній бонусній програмі альянсу Oneworld, привілеї якого поширюються на усіх постійних та афілійованих членів альянсу.

### JAL Global Club
Членам бонусної програми «JAL Global Club» пропонується ексклюзивне сервісне обслуговування з вищим рівнем меню та винної карти на рейсах авіакомпаній групи JAL, в залах підвищеної комфортності Першого класу JAL, авіакомпаній — партнерів JAL по авіаальянсу Oneworld та іншими партнерами. Членами «JGC» стають пасажири, що мають 50 тисяч балів протягом календарного року, або зробили протягом року 50 польотів на рейсах авіакомпаній групи JAL і мають мінімум 15 тисяч бонусних балів. Програма передбачає довічне членство.
Учасники «JGC» автоматично отримують рівень «Oneworld Sapphire» глобального альянсу Oneworld.